# 大峯麻友
大峯 麻友（おおみね まゆ、6月2日 - ）は、日本の女優・歌手。元宝塚歌劇団宙組の男役。元宙組組長。
兵庫県西宮市、仁川学院出身。身長164cm。愛称は「まゆ」。

## 来歴
1980年、宝塚音楽学校入学。
1982年、宝塚歌劇団に68期生として入団。花組公演「春の踊り／アルカディアよ永遠に」で初舞台。その後、月組に配属。
1998年1月1日付で、宙組創設に伴う発足メンバーとして宙組へ組替えし、宙組の初代組長に就任。
2002年3月24日、「カステル・ミラージュ／ダンシング・スピリット!」東京公演千秋楽をもって、宝塚歌劇団を退団。
退団後は女優・歌手としての活動の他に、コミュニケーション・アドバイザーとして講演やセミナー活動も行っている。

## 人物
母は宝塚OGの月野てるこである。

## 宝塚歌劇団時代の主な舞台

### 初舞台
- 1982年3 - 5月、花組『春の踊り』『アルカディアよ永遠に』（宝塚大劇場のみ）

### 月組時代
- 1982年10月、『愛限りなく』／『情熱のバルセロナ』新人公演：ファノ（本役：郷真由加）
- 1987年1月、『スウォード・フラッシュ!』（バウ・東京特別・名古屋特別）
- 1987年5月、『ME AND MY GIRL』新人公演：バターズビー卿（本役：愛川麻貴）
- 1988年11月、『恋と霧笛と銀時計』新人公演：コンシュル／『レインボー・シャワー』
- 1989年1月、『心中・恋の大和路』（バウ）嶋屋
- 1989年10月、『宝塚をどり賛歌』／『タカラヅカ・フォーエバー』（ニューヨーク公演）
- 1989年11月、『シャンテ・シャンテ・シャンテ』（バウ）
- 1990年1月、『赤と黒』（東京特別）ヴァルノ氏
- 1990年2月、『大いなる遺産』パンブルチュック／『ザ・モダーン』
- 1990年4月、『ロミオとジュリエット』（バウ）エルカラス
- 1990年8月、『川霧の橋』菊三／『ル・ポアゾン 愛の媚薬』
- 1990年10月、『BLUFF』（バウ）コステロ、ゴッドファーザー
- 1991年1月、『カウントダウン・1991』（バウ・東京特別・名古屋特別）ギルモア博士
- 1991年5月、『紫陽の花しずく』（バウ）勝兵衛
- 1992年1月、『珈琲カルナバル』グスターボ／『夢・フラグランス』
- 1992年7月、『PUCK』クィンス／『メモリーズ・オブ・ユー -懐かしき時代・美しき人々-』
- 1992年9月、『珈琲カルナバル／夢・フラグランス』（全国ツアー）ヴァスコ・アンドラーデ
- 1992年12月、『ジャンプ・フォー・ジョイ』（シアタードラマシティ）
- 1993年1月、『マンハッタン物語』（バウ・東京特別）アンブローズ・ハマー
- 1993年4月、『グランドホテル』サンダー／『BROADWAY BOYS』
- 1994年2月、『たけくらべ』（バウ）鉄五郎
- 1994年6月、『エールの残照』ファンテー・シン国王／『TAKARAZUKA・オーレ!』
- 1994年9月、『風と共に去りぬ』（全国ツアー）ミード博士
- 1994年12月、『ローン・ウルフ』（バウ・東京特別・名古屋特別）スティーブ・ワトソン
- 1995年4月、『結末のかなた』（バウ・東京特別・名古屋特別）波越警部
- 1995年8月、『ME AND MY GIRL』ジャスパー卿
- 1996年2月、『ME AND MY GIRL』（中日）ジャスパー卿
- 1996年3月、『CAN-CAN』アルベール／『マンハッタン不夜城 -王様の休日-』
- 1996年9月、『チェーザレ・ボルジア』ヴィテロッツォ／『プレスティージュ』
- 1996年12月、『バロンの末裔』ジェラルド／『グランド・ベル・フォリー』
- 1997年6月、『EL DORADO』ロルカ
- 1997年7月、『FAKE LOVE -愛しすぎず 与えすぎず-』（バウ・東京特別・名古屋特別）ビショップ

### 宙組時代
- 1998年3月、『エクスカリバー -美しき騎士たち-』マーリン／『シトラスの風』
- 1998年10月、『エリザベート -愛と死の輪舞-』グリュンネ伯爵
- 1999年4月、『エクスカリバー -美しき騎士たち-』マーリン／『シトラスの風』（全国ツアー）
- 1999年6月、『激情 -ホセとカルメン-』ダンカレイ／『ザ・レビュー 99』
- 1999年9月、『TEMPEST -吹き抜ける九龍-』（バウ）アロンゾー・スレイド
- 2000年1月、『砂漠の黒薔薇』バハルル／『GLORIOUS!!』
- 2000年6月、『うたかたの恋』ヨゼフ皇帝／『GLORIOUS!!』（全国ツアー）
- 2000年8月、『望郷は海を越えて』オトキチ／『ミレニアム・チャレンジャー!』
- 2001年2月、『望郷は海を越えて』オトキチ／『ミレニアム・チャレンジャー!』（中日）
- 2001年4月、『ベルサイユのばら2001 -フェルゼンとマリー・アントワネット編-』ルイ16世
- 2001年11月、『カステル・ミラージュ -消えない蜃気楼-』クラウディオ・ディ・ステファーノ公／『ダンシング・スピリット!』 退団公演

## 宝塚歌劇団退団後の主な活動

### 書籍
- 2010年、『100人中99人に「好かれる」ルール』（泰文堂）[4]
- 2016年、『一流のビジネスマンは知っている ダマっていても人に評価される「魅せる男」のつくり方』（秀和システム）[4]